# Carlo I de La Trémoille

Stemma Casato di La Trémoille

Carlo I de La Trémoille (aprile 1485 – Marignano, 15 settembre 1515) è stato un nobile e condottiero francese.

## Biografia
Era figlio del generale Louis de la Trémoille e della sua prima moglie Gabriella di Borbone (1447-1516) (figlia di Gabrielle de la Tour d'Auvergne e di Luigi I di Montpensier 1402-1486).
Sposò il 7 febbraio 1501 Luisa Coëtivy (figlia di Carlo Coëtivy, conte di Taillebourg e di Jeanne d'Angoulême zia di Francesco I, nipote paterna di Maria Valois (1444-1473), figlia naturale di Carlo VII di Francia). Hanno avuto un figlio nel 1505: Francesco II de La Trémoille.
Partecipò alla battaglia di Marignano, dove morì il 15 settembre 1515.